# Riba d'Eu
Riba d'Eu (em normativa RAG e oficialmente, Ribadeo) é um município da Espanha na província de Lugo, comunidade autónoma da Galiza. Tem 106,2 km² de área e em 2021 a população do município era de 9 871 habitantes (densidade: 92,9 hab./km²). A capital do município situa-se junto à ria do Eu.

## Demografia
| Variação demográfica do município entre 1991 e 2004 | Variação demográfica do município entre 1991 e 2004 | Variação demográfica do município entre 1991 e 2004 | Variação demográfica do município entre 1991 e 2004 |
| --------------------------------------------------- | --------------------------------------------------- | --------------------------------------------------- | --------------------------------------------------- |
| 1991                                                | 1996                                                | 2001                                                | 2004                                                |
| 8894                                                | 8813                                                | 9035                                                | 9270                                                |

## Património edificado

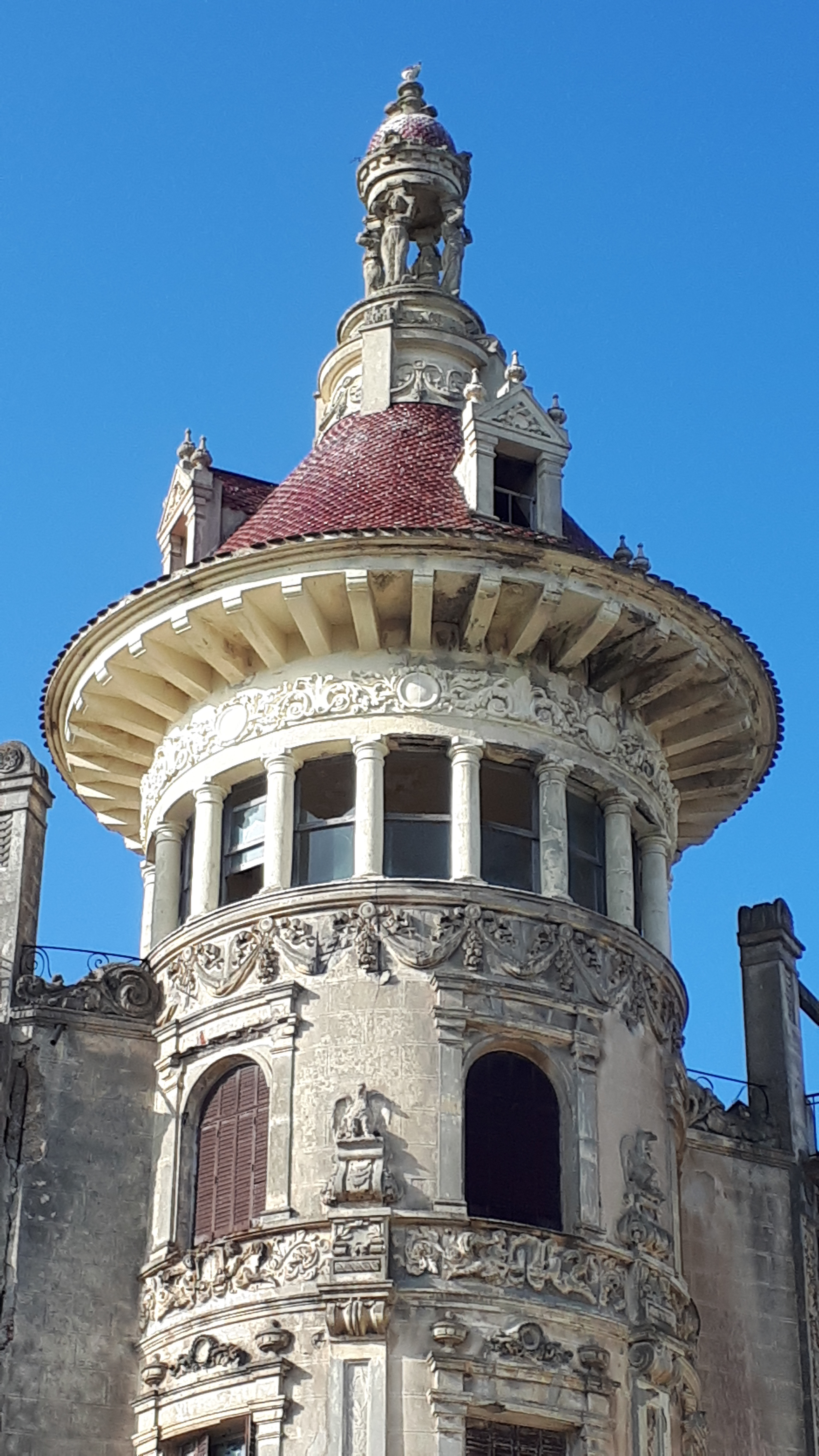
Torre da família Moreno (1915).

- Forte de San Damián